# Кулаковський Віталій Дмитрович
Віталій Дмитрович Кулаковський (рос. Виталий Дмитриевич Кулаковский; * 1939, Кадіївка, Ворошиловградська область) — радянський футболіст. Захисник, грав, зокрема за «Шахтар» (Донецьк). Майстер спорту СРСР.
Виступав за «Шахтар» (Донецьк), «Карпати» (Львів), «Полісся» (Житомир) і «Шахтар» (Кадіївка).